# Barvoslepost
Barvoslepost je porucha barevného vidění lidského oka. Porucha barvocitu (odborně daltonismus) je odvozen od jména anglického přírodovědce Johna Daltona, který touto poruchou sám trpěl a vědecky ji popsal. Běžné lidské oko rozlišuje asi milion různých odstínů, oko barvoslepého člověka někdy jen deset procent tohoto rozsahu. Celkem v populaci trpí daltonismem 9 % mužů a 0,4 % žen (v ČR má poruchu barvocitu odhadem 450 tisíc lidí). Poruchu lze u některých jedinců korigovat pomocí speciálních brýlí, které filtrují určité vlnové délky viditelného světla (světelného spektra), čímž oku umožní snadnější rozlišení červené a zelené barvy (zároveň dojde částečnému potlačením rozdílů mezi žlutou a modrou).

## Typy
Dle závažnosti se dělí na úplnou barvoslepost, kdy člověk vnímá pouze odstíny šedi, a částečnou barvoslepost, při níž jde o poruchu vnímání jen některé z barev (částečná nebo úplná). Porucha ztěžuje jedinci rozlišování mezi žlutou a oranžovou, zelenou a hnědou, růžovou a šedou nebo modrou a fialovou. V populaci je porucha červené a zelené barvy gonosomálně recesivně dědičná (zodpovědný gen leží na chromozomu X), proto jsou častější než porucha pro vidění modré barvy.
Typy poruch barvocitu jsou:
- Protanopie je porucha barvocitu, při které postižený nevnímá červenou barvu. Částečná porucha se nazývá protanomalie.
- Deuteranopie – postižený nevnímá zelenou barvu. Částečná porucha se nazývá deuteranomalie.
- Tritanopie znamená, že postižený nevnímá modrou barvu. Částečná porucha se nazývá tritanomalie.

Normální barvocit
Protanopie
Deuteranopie
Tritanopie

## Vyšetření barvocitu

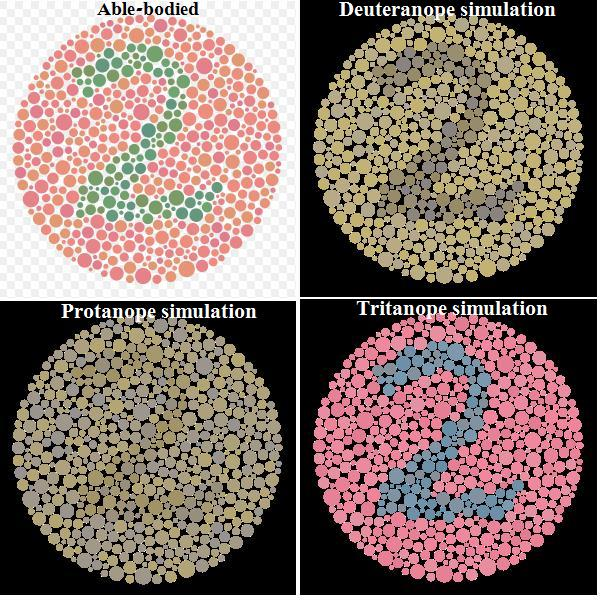
Pseudoizochromatické tabulky vzhledem k poruchám barvocitu

Barvoslepost se dá odhalit pomocí speciálních schémat. Pseudoizochromatické tabulky slouží ke screeningovému vyšetření barvocitu. Tabulky obsahují body různých barev a stejného jasu. Barevné body vytvářejí určité číslice, písmena či geometrické tvary na pozadí odlišně zbarvených bodů. Osoba s porušeným barvocitem není schopna znaky úspěšně identifikovat. Základní poruchy barvocitu lze detekovat pomocí počítače, avšak přesnější měření musí provést oční specialista.